# Luigi Tripisciano
Luigi Tripisciano (Palermo, 31 gennaio 1937) è un giornalista italiano.
Entrò alla Rai di Palermo nel 1955, dopo aver lavorato al quotidiano "La Sicilia" di Catania. Iniziò come giornalista presso la redazione sportiva della sede regionale, confezionando servizi radiofonici in "Sicilia Sport".È stato radiocronista di calcio, di ciclismo, di automobilismo e di eventi speciali. Sue le telecronache della visita del Papa in Sicilia nel 1982 e dei funerali del giudice Rocco Chinnici svoltisi a Palermo nel 1983.
Radiocronista di Formula 1 dal 1984 al 1985 e delle partite del Palermo a Tutto il calcio minuto per minuto, è stato corrispondente dal capoluogo siculo in 90º minuto con Paolo Valenti. Sempre in ambito sportivo ha collaborato alle trasmissioni Domenica Sport e Il Processo del Lunedì su RaiTre. Durante i mondiali del 1990 ha presentato le partite da Palermo nel programma Minuto Zero. È stato il primo conduttore del Tg3 Sicilia il 15 dicembre 1979.
È stato direttore della sede Rai di Palermo dal 1994 al 1998. Il 1º gennaio 1998 è andato in pensione, lasciando l'azienda radio-televisiva di Stato dopo quarant'anni di servizio. Durante la sua lunga attività professionale è stato collaboratore del quotidiano sportivo Tuttosport. In occasione dell'assemblea dell'Ordine dei giornalisti della Sicilia del 2009, svolta a Siracusa il 28 marzo, ha ricevuto la medaglia d'oro per i 50 anni di iscrizione all'albo dei professionisti. Attualmente è presidente dell'Unione stampa sportiva italiana per la provincia di Palermo.